# 黑鰭鋸魴鮄
黑鰭鋸魴鮄，為輻鰭魚綱鮋形目牛尾魚亞目角魚科的其中一種，分布於西大西洋區，從美國北卡羅來納州至墨西哥灣海域，棲息深度11-13公尺，體長可達30公分，為底棲性魚類，屬肉食性。